# NGC 950
NGC 950 je galaksija u zviježđu Kit.

## Vanjske poveznice
- SEDS: NGC 950